# Mase, Schweiz
Mase är en ort i kommunen Mont-Noble i kantonen Valais, Schweiz. Orten var före den 1 januari 2011 en egen kommun, men slogs då samman med kommunerna Nax och Vernamiège till den nya kommunen Mont-Noble.